# Niedersächsische Staatskanzlei

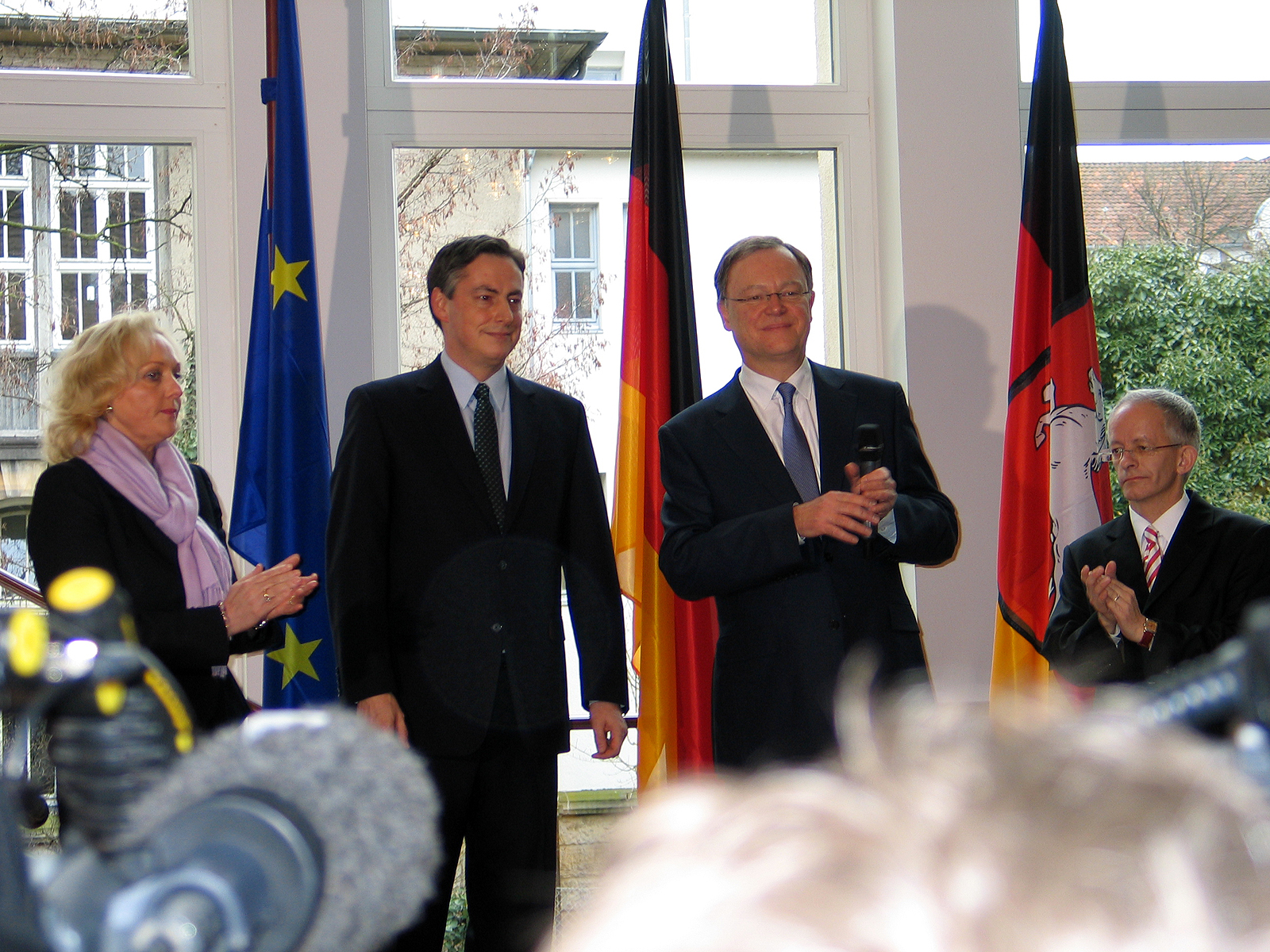
Amtsübergabe 2013 in der Niedersächsischen Staatskanzlei; von links: Christine Hawighorst, David McAllister, Stephan Weil und Jörg Mielke

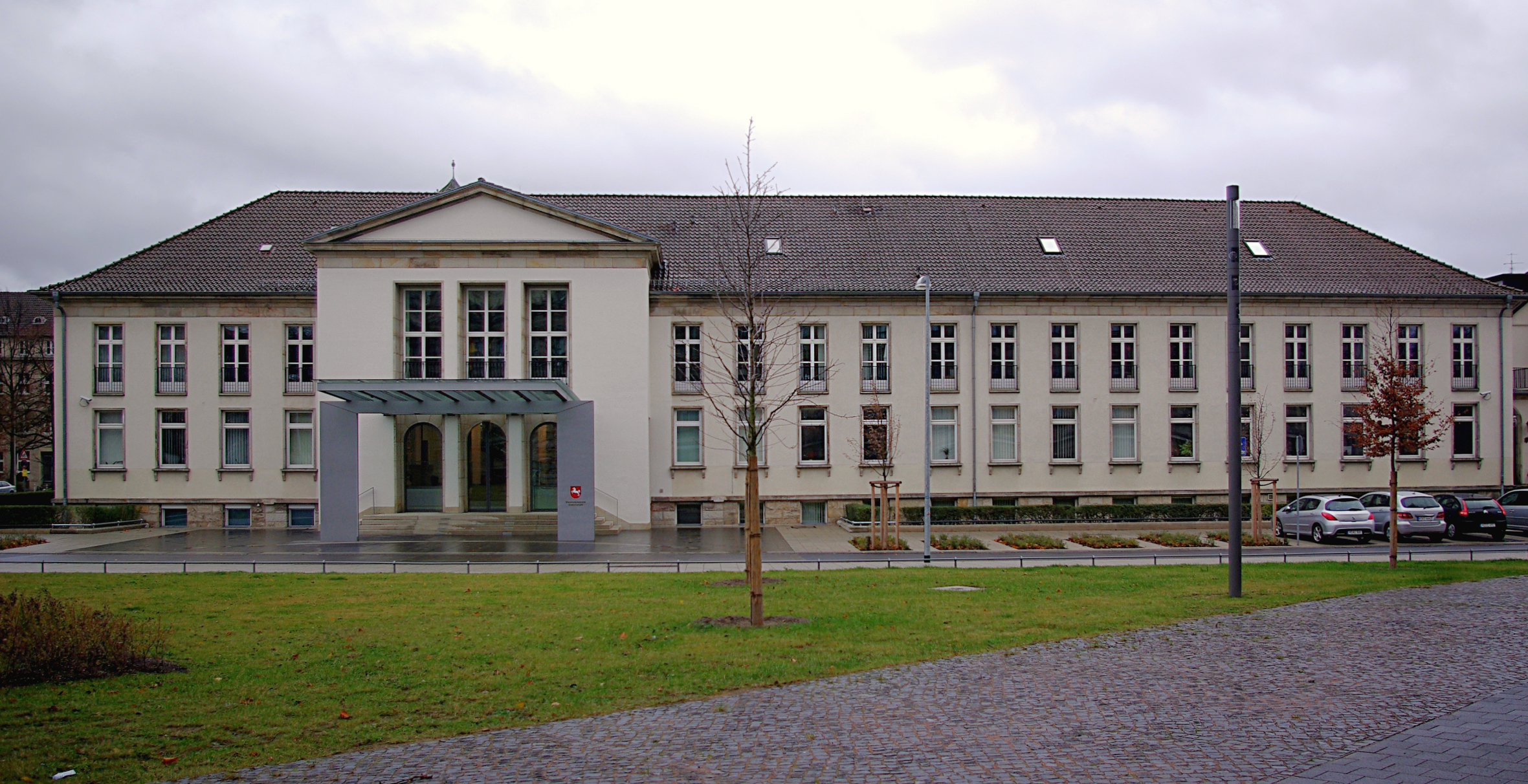
Hauptsitz der Staatskanzlei, 1935 von Adolf Springer für die Verwaltung von H. J. Lerch errichtet

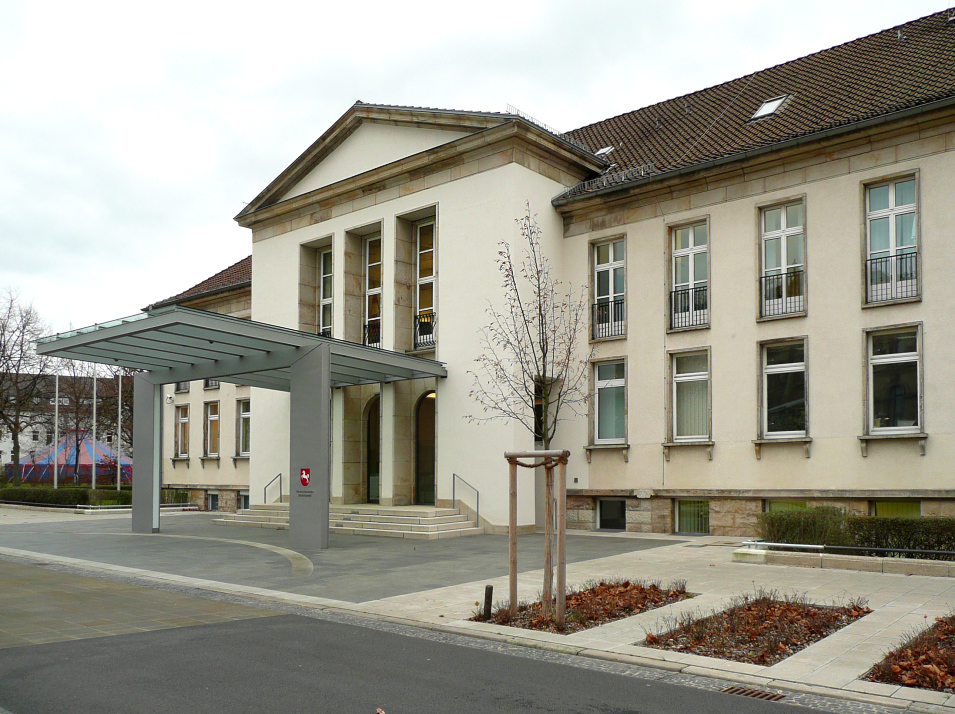
Eingang der Staatskanzlei

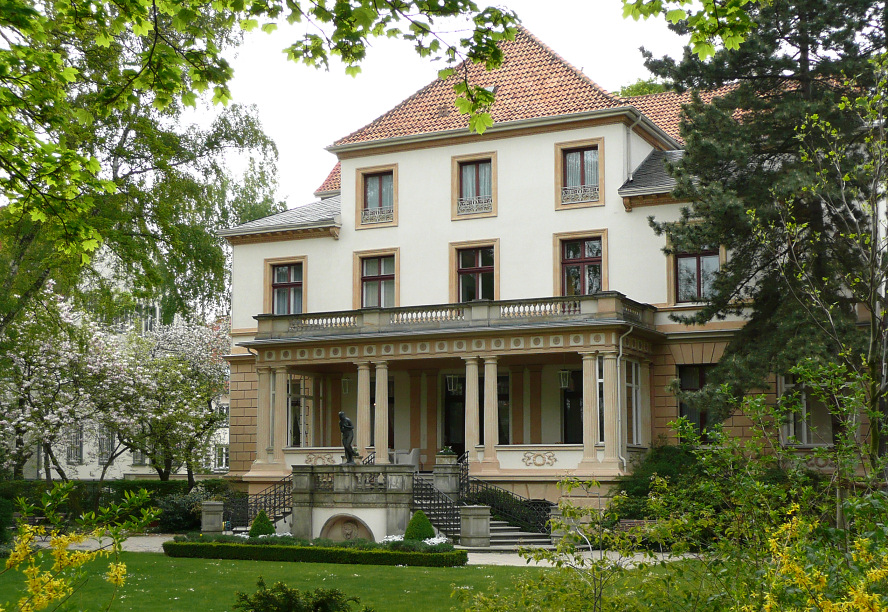
Gästehaus der Niedersächsischen Landesregierung

Die Niedersächsische Staatskanzlei unterstützt den Ministerpräsidenten des Landes Niedersachsen. Hauptsitz der Staatskanzlei ist in der Planckstraße in der niedersächsischen Landeshauptstadt Hannover. Die Staatskanzlei hat Regierungsvertretungen in Braunschweig, Lüneburg und Oldenburg und betreibt auch das Gästehaus der Landesregierung in der hannoverschen Lüerstraße. Geleitet wird die Staatskanzlei seit dem 20. Mai 2025 von Staatssekretär Frank Doods (SPD).

## Aufgaben
Die Staatskanzlei ist vergleichbar mit einem Ministerium, sie ist quasi das Ministerium des Ministerpräsidenten. Die Gemeinsame Geschäftsordnung der Landesregierung und der Ministerien in Niedersachsen regelt dazu in § 4:

„Die Ministerpräsidentin oder der Ministerpräsident bedient sich zur Erfüllung ihrer oder seiner Aufgaben und zur Leitung der Geschäfte der Landesregierung der Staatskanzlei. Diese wird von der Chefin oder dem Chef der Staatskanzlei geführt. Sie oder er vertritt die Ministerpräsidentin oder den Ministerpräsidenten hinsichtlich der Aufgaben der Staatskanzlei. Unter Beachtung der Ressortverantwortung der Ministerien koordiniert die Staatskanzlei deren Aufgaben. Sie ist hierzu frühzeitig über Vorhaben von politischer Bedeutung […], insbesondere über beabsichtigte Rechtsetzungsvorhaben, durch Zuleitung entsprechender Unterlagen zu unterrichten.“

Der Chef der Staatskanzlei ist ein Staatssekretär. Anders als die Staatssekretäre in den Ministerien ist das Amt des Chefs der Staatskanzlei nicht in die Besoldungsgruppe B 9, sondern in Besoldungsgruppe B 10 eingereiht.
Die Staatskanzlei ist weiterhin für Internationale Zusammenarbeit, die Medienpolitik, die Mittelstandsförderung und den Bürokratieabbau zuständig. Außerdem koordiniert sie die Vergabe von staatlichen Auszeichnungen und Ehrungen in Niedersachsen.
Außerdem sind die Vertretung des Landes Niedersachsen beim Bund und die Vertretung des Landes Niedersachsen bei der Europäischen Union bei der Staatskanzlei angesiedelt. Bevollmächtigte des Landes Niedersachsen beim Bund ist Staatssekretärin Veronika Dicke.
Die Arbeitsgruppe Rechtsvereinfachung in der Staatskanzlei prüft vor dem Erlass von Rechtsnormen deren Notwendigkeit sowie rechtssprachliche Klarheit und Eindeutigkeit. Ihr obliegt auch, die Vereinfachung geltenden Landesrechts zu betreiben und die Gesetzesfolgenabschätzung, das heißt die Prüfung von beabsichtigten Gesetzen und Verordnungen hinsichtlich ihrer Auswirkungen auf Personal- und Sachkosten beim Land und bei den Kommunen und auch bei der Wirtschaft oder Privatpersonen.

## Organisation
Neben der Presse- und Informationsstelle, dem Büro des Ministerpräsidenten, der Beauftragten für Migration und Teilhabe und dem Mittelstandsbeauftragten, die direkt dem Ministerpräsidenten und dem Chef der Staatskanzlei zugeordnet sind, ist die Staatskanzlei in drei Abteilungen gegliedert, die wiederum in 16 Referate unterteilt sind. Die Regierungsvertretungen bilden eine Referatsgruppe:
- Abteilung 1: Richtlinien der Politik, Ressortkoordinierung und -planung
- Abteilung 2: Recht, Verwaltung, Medien, Internationale Zusammenarbeit
- Abteilung 3: Ressortkoordinierung MS, Migration und Teilhabe

## Geschäftsbereich
Das Niedersächsische Landesarchiv und die Niedersächsische Landesmedienanstalt gehören zum Geschäftsbereich der Staatskanzlei. Nach der Umstrukturierung der Archivverwaltung des Landes Niedersachsen wurde die Staatskanzlei deren Aufsichtsbehörde.

## Baugeschichte
Das Gebäude unter der – heutigen – Adresse Planckstraße 2 wurde ursprünglich 1935 errichtet für das Königlich Jugoslawische Generalkonsulat. Generalkonsul seit 1928 war der Unternehmer Hans Lerch. Das nach Plänen des Architekten Adolf Springer im Stil des Neoklassizismus errichtete Doppelhaus Planckstraße 2/3 diente aber zugleich als Verwaltungssitz für den Technik-Großhandel der J. H. Lerch & Co., G.m.b.H.
Neben dem Gebäude Planckstraße 2 nutzt die Staatskanzlei fünf weitere Baulichkeiten.